# Påskelilje-familien
Påskelilje-familien (Amaryllidaceae) er en stor familie. Her omtales kun de slægter, som er repræsenteret ved arter, der trives i Danmark.
| Slægter |

| - Acis - Løg (Allium) - Belladonnalilje (Amaryllis) - Ammocharis - Apodolirion - Bokkeveldia - Boophone - Brunsvigia - Caliphruria - Calostemma - Carpolyza - Chlidanthus - Clivia - Cooperia - Hagelilje (Crinum) - Crossyne - Cryptostephanus - Cybistetes - Cyrtanthus - Dewinterella - Amazonlilje-slægten (Eucharis) - Eucrosia - Eustephia - Vintergæk (Galanthus) - Gemmaria - Gethyllis | - Griffinia - Habranthus - Haemanthus - Hannonia - Hessea - Hieronymiella - Ridderstjerne (Hippeastrum) - Hyline - Hymenocallis - Ismene - Kamiesbergia - Lapiedra - Leptochiton - Hvidblomme (Leucojum) - Lycoris - Mathieua - Namaquanula - Narcis (Narcissus) - Nerine - Pamianthe - Strandlilje (Pancratium) - Paramongaia - Phaedranassa - Phycella - Placea | - Plagiolirion - Proiphys - Pyrolirion - Rauhia - Rhodophiala - Scadoxus - Sprekelia - Stenomesson - Sternbergia - Strumaria - Tedingea - Traubia - Ungernia - Urceolina - Vagaria - Worsleya - Zephyranthes |

## Links
- Påskelilje-familien på Curlie (som bygger videre på Open Directory Project)